# Era (álbum)
| Críticas profissionais                                                      | Críticas profissionais |
| Avaliações da crítica                                                       | Avaliações da crítica  |
| Fonte                                                                       | Avaliação              |
| --------------------------------------------------------------------------- | ---------------------- |
| AllMusic                                                                    | [ 1 ]                  |
| Esta tabela precisa de ser acompanhada por texto em prosa. Consulte o guia. |                        |

Era é o primeiro álbum de estúdio do projeto musical Era, lançado em 1996 pela gravadora Mercury Records. O álbum foi produzido por Eric Levi, criador do projeto. Foram lançados três singles desse álbum, "Mother", "Enae Volare Mezzo" e "Ameno", que foi a canção de maior sucesso do álbum, além de ser a canção mais conhecida do Era.
O álbum foi relançado varias vezes com faixas diferentes, em 1998 foi lançado no Japão com o nome de "Voice of Gaia", e possui 15 faixas.

## Faixas
| N.º | Título              | Duração |  |
| 1.  | "Era"               | 3:16    |  |
| 2.  | "Ameno" (Remix)     | 3:45    |  |
| 3.  | "Cathar Rhythm"     | 3:17    |  |
| 4.  | "Mother"            | 4:51    |  |
| 5.  | "Avemano"           | 4:17    |  |
| 6.  | "Enae Volare Mezzo" | 4:25    |  |
| 7.  | "Mirror"            | 3:57    |  |
| 8.  | "Ameno"             | 3:40    |  |
| 9.  | "Sempire D'Amor"    | 1:50    |  |
| 10. | "After Time"        | 3:33    |  |
| 11. | "Impera"            | 4:31    |  |

## Posições nas paradas musicais
| Parada musical (1997/1998)              | Melhor posição |
| --------------------------------------- | -------------- |
| Alemanha - Media Control Charts         | 2              |
| Áustria - Parada Musical                | 41             |
| Bélgica - Ultratop 50 Albums (Flandres) | 20             |
| Bélgica - Ultratop 40 Albums (Valônia)  | 1              |
| Finlândia - Mitä hittiä                 | 1              |
| França - SNEP                           | 1              |
| Noruega - VG-lista                      | 2              |
| Países Baixos - MegaCharts              | 4              |
| Suécia - Sverigetopplistan              | 1              |
| Suíça - Schweizer Hitparade             | 2              |